# Bhadaur
Bhadaur és una ciutat i municipalitat de Panjab (Índia), al districte de Sangrur, a 30° 29′ N, 75° 19′ E / 30.48°N,75.32°E amb una població al cens del 2001 de 16.818 habitants.

## Rages de Bhadaur
Els sobirans de Bhadaur eren del grup dels pulkhians. La dinastia era la Sidhu (de la tribu sidhu-brar la més poderosa dins els clans jats al sud del Sutlej) descendent de Phul, l'ancestre de totes les famílies phulkianes; Phul va deixar sis fills; el seu fill gran Tiloka o Tilok Singh fou l'ancestre de les cases reials de Nabha, Jind i Badrukhan. El seu fill Suk Chain que inicialment només era un notable rural, va fundar Balanwali i va dominar alguns territoris en la confusió que va seguir la invasió d'Ahmad Shah Durrani després del 1747; a la seva mort el 1751 la ciutat de Balanwali va passar al seu fill gran Alam Shah; Badrukhan va passar al seu fill segon Gajpat Singh; i el tercer Bulaki va rebre Dyalapura. El segon fill de Phul, Rama o Ram Singh, fou el pare de sis fills dels quals Dunna, Ala Singh i Bakhta foren els ancestres de les cases reials de Bhadaur, Patiala i Malaudh les més importants del Cis-Sutlej; col·lateralment descendent de Phul va estar connectats amb les cases de Faridkot, Kaithal, Arnauli, Jhumba, Saddhuwal, i Attari (aquest darrer feu al nord del Sutlej). Tilok i Ram Singh foren beneïts com a lluitadors pel mateix Guru Gobind Singh en un edicte de 2 d'agost de 1696. L'estat va romandre independent fins al maig de 1809 quan fou posat formalment sota protectorat britànic. El 1857 fou agregat a Patiala i va quedar mediatitzat.